# Xing Aiying
Xing Aiying (* 2. August 1989 in Jiangsu) ist eine in China geborene Badmintonspielerin aus Singapur. 

## Sportliche Karriere
Xing Aiying nahm 2008 an Olympia teil. Sie startete dabei im Dameneinzel und wurde 33. in der Endabrechnung. 2004 hatte sie bereits die US Open gewonnen und 2008 die Vietnam Open. Bei den Asienspielen 2006 stand sie im Viertelfinale des Einzels und gewann Bronze mit dem singapurischen Damenteam.

## Sportliche Erfolge
| Veranstaltung | Saison                          | Disziplin   | Platz | Name                       |
| ------------- | ------------------------------- | ----------- | ----- | -------------------------- |
| 2004          | US Open                         | Dameneinzel | 1     | Xing Aiying                |
| 2006          | Asienspiele                     | Damenteam   | 3     | Singapur                   |
| 2006          | New Zealand Open                | Dameneinzel | 2     | Xing Aiying                |
| 2007          | Singapur: Einzelmeisterschaften | Dameneinzel | 1     | Xing Aiying                |
| 2008          | Vietnam Open                    | Dameneinzel | 2     | Xing Aiying                |
| 2008          | Olympia                         | Dameneinzel | 33    | Xing Aiying                |
| 2011          | Singapur Open                   | Damendoppel | 9     | Chen Jiayuan / Xing Aiying |
| 2011          | Singapur International          | Dameneinzel | 1     | Xing Aiying                |